# Rétrotransposon
Les rétrotransposons appartiennent à la grande famille des éléments transposables (éléments de Classe I à intermédiaire ARN). Ils correspondent à des séquences d'ADN endogènes capables de se déplacer et surtout de se multiplier dans le génome de l'hôte, donnant naissance à des séquences répétées dispersées. Ils se différencient des transposons (Classe II des éléments transposables) par leur intermédiaire à ARN (et non ADN). Le préfixe rétro- vient du fait que les rétrotransposons vont « à l'inverse » du dogme central de l'ADN, car leur ARN est « rétro »-transcrit en ADN. Certains d'entre eux, les rétrotransposons à LTR (long terminal repeat sequence), sont apparentés aux rétrovirus, mais sans toutefois être infectieux.

## Classification
La classe des rétrotransposons est très importante en termes de quantité et de qualité. Fondée à la fois sur des différences structurales et sur la présence ou l’absence de longues régions terminales répétées (LTR), il est possible de distinguer deux classes de rétrotransposons : les rétrotransposons à LTR ou ceux sans LTR. Ces deux classes d’éléments diffèrent également par leur mécanisme d’intégration. 
1. Ceux possédant des LTR (séquences d'environ 600pb), séquences de 1000 à 10000 nucléotides chez l'humain, vont synthétiser un ADN complémentaire (ADNc) à partir de leur ARNm (reverse transcription) dans des particules pseudovirales (supposées strictement cytoplasmiques), puis intégrer cet ADNc à un nouveau locus chromosomique.
2. Ceux n’ayant pas de LTR vont synthétiser cet ADNc directement au site cible d’intégration, provoquant parfois eux-mêmes la coupure du double brin d'ADN nécessaire à cette intégration.

### Rétrotransposons à LTR
Ces éléments ressemblent par leur cycle de réplication et leur structure aux rétrovirus. Comme ces derniers, les rétrotransposons à LTR actifs codent principalement et généralement deux protéines de type GAG et POL. Cependant, les rétrotransposons ont un cycle uniquement intracellulaire, c’est-à-dire qu’ils ne peuvent pas infecter la cellule voisine, comme le font les rétrovirus. Toutefois, des particules pseudo-virales de l’élément gypsy de Drosophila melanogaster, purifiées sur gradients de saccharose, sont capables d’infecter des cellules mises à leur contact. Cette capacité infectieuse est donnée par la présence d'une 3e protéine majeure, codant l'enveloppe. Cette enveloppe est théoriquement présente chez certains rétrotransposons à LTR, proche de gypsy. De plus, les rétrotransposons sont retrouvés chez tous les eucaryotes (ensemble des organismes composés de cellules à noyau, par opposition aux procaryotes) alors que les rétrovirus n'ont été trouvés à l'heure actuelle que chez les animaux (petite partie des eucaryotes).
Les rétrotransposons à LTR sont généralement divisés eux-mêmes en quatre groupes : Ty1/copia, Ty3/gypsy, DIRS et BEL. On y adjoint parfois les LARDs et les TRIMs chez les végétaux, où les DIRS et les BEL sont absents. Il y a une grande variation au sein de ces groupes : 
1. organisation différentes des phases de lecture, du type de protéine, et des capacités codantes en fonction de l’élément
2. localisation du Primer Binding Site (en) (PBS) où s’amorce la transcription reverse
3. choix de l’amorce pour la transcription inverse (un ARNt entier, partiel ou pas d’amorce du tout)
4. distance de fixation de cette amorce en aval du LTR
5. ou encore longueur de la duplication du site d’insertion.

### Rétrotransposons non-LTR
Les éléments appartenant à cette classe possèdent et utilisent également une transcriptase inverse. Leur cycle de réplication diffère de celui des rétrotransposons. La synthèse d’ADNc n’a pas lieu dans le cytoplasme de la cellule, mais directement au site d’insertion de la nouvelle copie : un brin d’ADN du site cible serait clivé par l’endonucléase de l’élément, l’ARNm y est rattaché, permettant la transcription inverse d’un brin. L’ARNm est ensuite retiré, laissant la place pour la synthèse du deuxième brin d’ADN. Ce mécanisme est appelé Target-Primed Reverse Transcriptase (ou TPRT). Les rétrotransposons sans LTR sont divisés en cinq groupes : R2, L1, RTE, I et Jockey. Leur phylogénie est complexe car cette classe regroupe un grand nombre d’éléments.